# مبنى الكونغرس الأمريكي
كابيتول الولايات المتحدة (بالإنجليزية: United States Capitol) بناء المقر الرئيسي للسلطة التشريعية الاتحادية (الكونغرس) في الولايات المتحدة الأمريكية. يزيد ارتفاعه عن 221م وعرضه عن 56م.
اختار الرئيس جورج واشنطن مكان بنائه في موقع مرتفع، وأضيفت إلى بنائه الرئيسي عدة أجنحة في الفترة ما بين 1851-1865، بالإضافة إلى القبة (جزء من الروطن) التي يبلغ ارتفاعها 87م.
يجتمع أعضاء مجلس النواب في الجناح الأيمن، بينما أعضاء مجلس الشيوخ في الجناح الأيسر
مبنى الكابيتول الأمريكي هو مقر المجلس التشريعي لحكومة الولايات المتحدة الأمريكية. يقع في واشنطن العاصمة فوق تلة تسمى «كابيتول هيل» في الجهة الشرقية من حديقة ناشيونال مول الوطنية.
تم الانتهاء من المبنى الأصلي في عام 1800. على الرغم من أن مبنى الكابيتول أصبح غير صالح للاستخدام مؤقتًا نتيجة لحريق واشنطن عام 1814، إلا أنه تم ترميم المبنى بالكامل في غضون خمس سنوات، ثم توسيعه في وقت لاحق، مع إضافة قبة ضخمة، وأجنحة ممتدة مع غرف موسعة للهيئة التشريعية المكونة من مجلسين، ومجلس النواب في الجناح الجنوبي ومجلس الشيوخ في الجناح الشمالي. مثل المباني الرئيسية للسلطات التنفيذية والقضائية، تم بناء مبنى الكابيتول بأسلوب كلاسيكي جديد مميز وله واجهة بيضاء. يشار رسميًا إلى ارتفاعاتها الشرقية والغربية على أنها جبهات، على الرغم من أن الجبهة الشرقية فقط كانت مخصصة لاستقبال الزوار وكبار الشخصيات.

## التاريخ

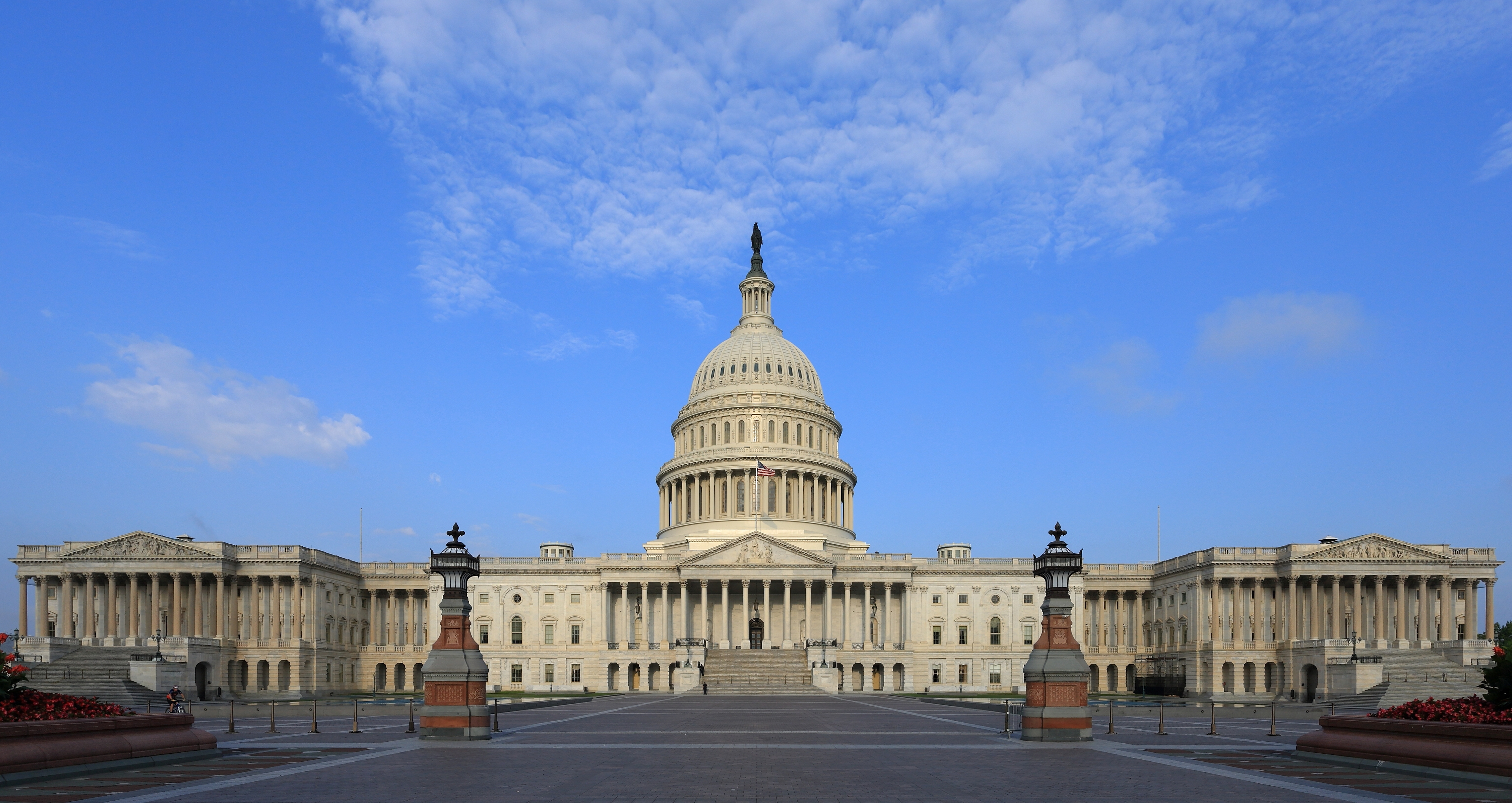
الجبهة الشرقية لمبنى الكابيتول بالولايات المتحدة (عرض 2013)

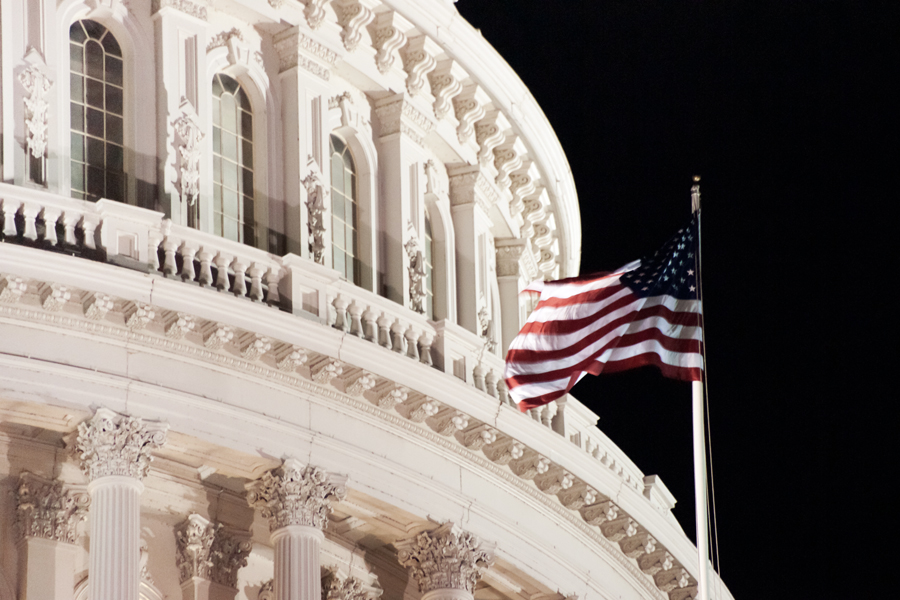
قبة مبنى كابيتول الولايات المتحدة ليلاً 2010

### خلفية
قبل إنشاء عاصمة الأمة في واشنطن العاصمة، اجتمع كونغرس الولايات المتحدة وأسلافه في فيلادلفيا (قاعة الاستقلال وقاعة الكونغرس)، ومدينة نيويورك (القاعة الفيدرالية)، وعدد من المواقع الأخرى (يورك، بنسلفانيا؛ لانكستر، بنسلفانيا؛ مبنى ولاية ماريلاند في أنابوليس بولاية ماريلاند؛ وقاعة ناسو في برينستون، نيو جيرسي). في سبتمبر 1774، جمع الكونغرس القاري الأول مندوبين من المستعمرات الثلاث عشر في فيلادلفيا، تلاه الكونغرس القاري الثاني، الذي اجتمع من مايو 1775 إلى مارس 1781.
بعد اعتماد وثائق الكونفدرالية في يورك، بنسلفانيا، تم تشكيل مؤتمر الكونفدرالية وعقد في فيلادلفيا من مارس 1781 حتى يونيو 1783، عندما تجمعت حشد من الجنود الغاضبين في قاعة الاستقلال، مطالبين بدفع مقابل خدمتهم خلال الحرب الثورية الأمريكية. طلب الكونجرس من جون ديكنسون، حاكم ولاية بنسلفانيا، استدعاء الميليشيا للدفاع عن الكونجرس ضد هجمات المحتجين. فيما أصبح يعرف باسم تمرد بنسلفانيا عام 1783، تعاطف ديكنسون مع المحتجين ورفض إبعادهم عن فيلادلفيا. نتيجة لذلك، أُجبر الكونجرس على الفرار إلى برينستون، نيو جيرسي، في 21 يونيو 1783، واجتمع في أنابوليس، ماريلاند، وترينتون، نيو جيرسي، قبل أن ينتهي به الأمر في مدينة نيويورك.
تأسس كونغرس الولايات المتحدة عند التصديق على دستور الولايات المتحدة وبدأ رسميًا العمل في 4 مارس 1789. ظلت مدينة نيويورك موطنًا للكونغرس حتى يوليو 1790، عندما تم تمرير قانون الإقامة لتمهيد الطريق لعاصمة دائمة هناك. كان قرار تحديد مكان العاصمة مثيرًا للجدل، لكن ألكسندر هاملتون ساعد في التوسط في حل وسط تتولى فيه الحكومة الفيدرالية ديون الحرب التي تكبدتها خلال الحرب الثورية الأمريكية، في مقابل الحصول على دعم من الولايات الشمالية لتحديد موقع العاصمة على طول نهر بوتوماك.. كجزء من التشريع، تم اختيار فيلادلفيا كعاصمة مؤقتة لمدة عشر سنوات (حتى ديسمبر 1800)، حتى تصبح عاصمة الأمة في واشنطن العاصمة جاهزة.
تم تكليف لانفانت بمهمة إنشاء مخطط المدينة للعاصمة الجديدة. اختارت لانفانت جينكينز هيل كموقع لـ «مجلس الكونجرس»، مع «شارع كبير» (الآن شارع بنسلفانيا، شمال غرب) يربطه بمنزل الرئيس، ومساحة عامة تحتوي على «شارع كبير» أوسع (الآن ناشونال مول) الممتد غربًا حتى نهر بوتوماك.

### التسمية
عند مراجعة خطة لانفانت، أصر توماس جيفرسون على تسمية المبنى التشريعي باسم «الكابيتول» بدلاً من «مجلس الكونجرس». تأتي كلمة «كابيتول» من اللاتينية وترتبط بمعبد جوبيتر أوبتيموس ماكسيموس الموجود في كابيتولين هيل، أحد تلال روما السبعة. العلاقة بين الاثنين غير واضحة. بالإضافة إلى الخروج بخطة مدينة، تم تكليف لانفانتبتصميم مبنى الكابيتول ومنزل الرئيس؛ ومع ذلك، تم فصله في فبراير 1792 بسبب خلافات مع الرئيس جورج واشنطن والمفوضين، ولم تكن هناك خطط في ذلك الوقت لمبنى الكابيتول.
ومنذ ذلك الحين تم تبني كلمة «كابيتول»، على غرار مبنى الكابيتول في الولايات المتحدة، في العديد من الولايات القضائية أيضًا للمباني الحكومية الأخرى، على سبيل المثال «الكابيتول» في العواصم الفردية للولايات المتحدة. وقد أدى هذا بدوره إلى أخطاء إملائية متكررة في «العاصمة» و «رأس المال». يشير الأول إلى مبنى يضم مؤسسات حكومية؛ هذا الأخير يشير إلى المدينة بأكملها.

## مسابقة التصميم
في ربيع 1792، اقترح وزير خارجية الولايات المتحدة توماس جيفرسون مسابقة لطلب تصاميم لمبنى الكابيتول ومنزل الرئيس (البيت الأبيض)، وحدد موعدًا نهائيًا بعد أربعة أشهر. كانت جائزة المسابقة 500 دولار. قدم ما لا يقل عن عشرة أفراد تصاميم لمبنى الكابيتول؛ ومع ذلك، تم اعتبار الرسومات بدائية وهواة، مما يعكس مستوى المهارة المعمارية الموجودة في الولايات المتحدة في ذلك الوقت. أكثر العروض قوة كان من قبل ستيفن هاليت، مهندس فرنسي مدرب. ومع ذلك، كانت تصميمات هاليت مفرطة في الفخامة، مع الكثير من التأثير الفرنسي، واعتبرت مكلفة للغاية.

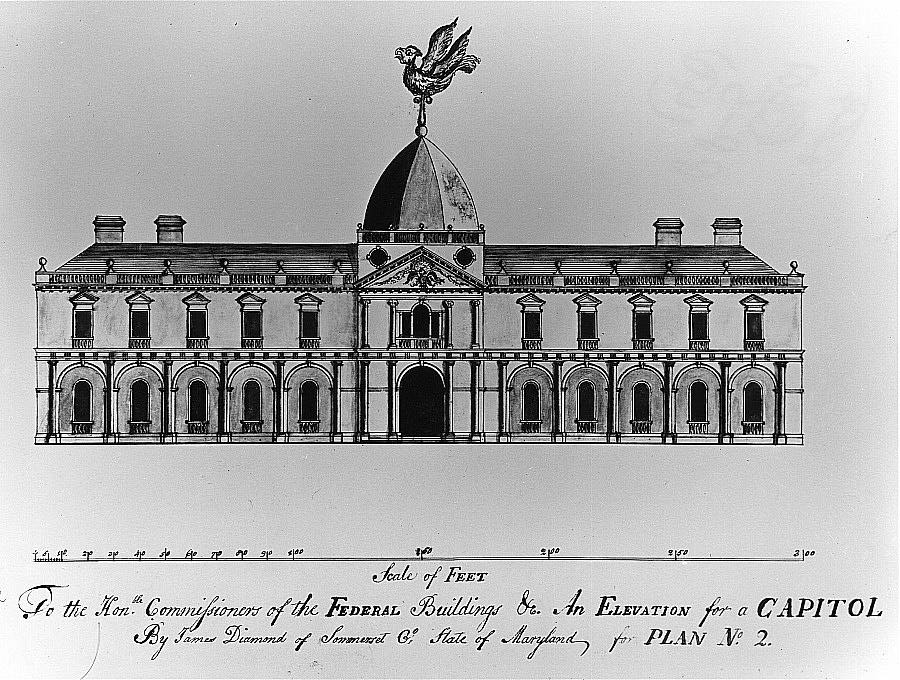
تصميم لمبنى الكابيتول، للمصمم جيمس دايموند، وهو أحد التصاميم العديدة التي شاركت في مسابقة 1792م، لكنه لم يتم اختياره

## البناء
قامت شركة لانفانت بتأمين إيجار المحاجر في جزيرة ويجينتون وعلى طول أكويا كريك في فيرجينيا لاستخدامها في الأساسات والجدران الخارجية لمبنى الكابيتول في نوفمبر 1791. كانت عملية المسح جارية بعد وقت قصير من قبول خطة مؤتمر جيفرسون لمبنى الكابيتول. في 18 سبتمبر 1793، وضع الرئيس جورج واشنطن، مع ثمانية ماسونيين آخرين يرتدون الزي الماسوني، حجر الأساس الذي صنعه صائغ الفضة كاليب بنتلي.
استمر البناء حيث عملت هاليت تحت إشراف جيمس هوبان، الذي كان مشغولًا أيضًا في بناء البيت الأبيض. على الرغم من رغبات جيفرسون والرئيس، إلا أن هاليت مضت قدمًا على أي حال وقامت بتعديل تصميم ثورنتون للجبهة الشرقية وأنشأ محكمة مركزية مربعة تم إسقاطها من المركز، بأجنحة مرافقة تضم الهيئات التشريعية. تم طرد هاليت من قبل الوزير جيفرسون في 15 نوفمبر 1794. لاحقًا تم تعيين جورج هادفيلد في 15 أكتوبر 1795 كمشرف على البناء، لكنه استقال بعد ثلاث سنوات في مايو 1798، بسبب عدم رضاه عن خطة ثورنتون وجودة العمل المنجز حتى الآن.

تم الانتهاء من الجناح الشمالي لمجلس الشيوخ في عام 1800. كان مجلس الشيوخ ومجلس النواب يتقاسمان مقرًا في الجناح الشمالي حتى تم إنشاء جناح خشبي مؤقت في الموقع المستقبلي لجناح مجلس النواب والذي خدم لبضع سنوات لكي يجتمع النواب فيه، حتى تم الانتهاء أخيرًا من الجناح (الجنوبي) لمجلس النواب في عام 1811، مع ممر خشبي مؤقت مغطى يربط بين الجناحين بغرف الكونغرس حيث سيكون القسم المركزي المستقبلي مع القبة المستديرة في النهاية. ومع ذلك، انتقل مجلس النواب في وقت مبكر إلى جناحه في مجلس النواب عام 1807. على الرغم من أن مبنى جناح مجلس الشيوخ كان غير مكتمل، عقد مبنى الكابيتول جلسته الأولى لكونغرس الولايات المتحدة مع كلا المجلسين في الجلسة في 17 نوفمبر 1800. تم نقل الهيئة التشريعية الوطنية إلى واشنطن قبل الأوان، بناءً على حث الرئيس جون آدامز، على أمل الحصول على ما يكفي من الأصوات الجنوبية في الهيئة الانتخابية لإعادة انتخابها لولاية ثانية كرئيس.

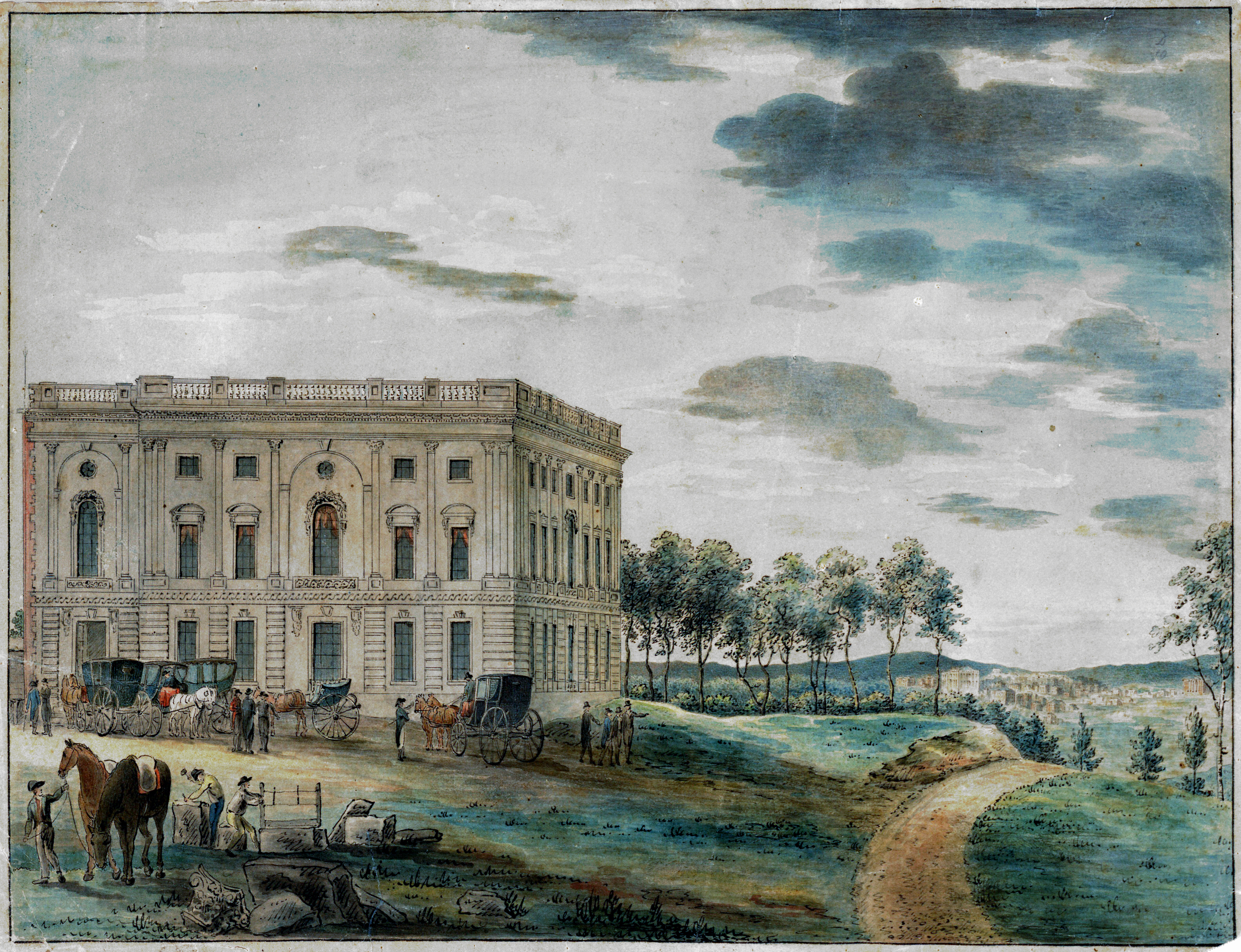
الكابيتول عندما شغله مجلس الشعب (الكونجرس)، لوحة حوالي 1800م للفنان ويليام روسل بيرش

## البيت وأجنحة مجلس الشيوخ

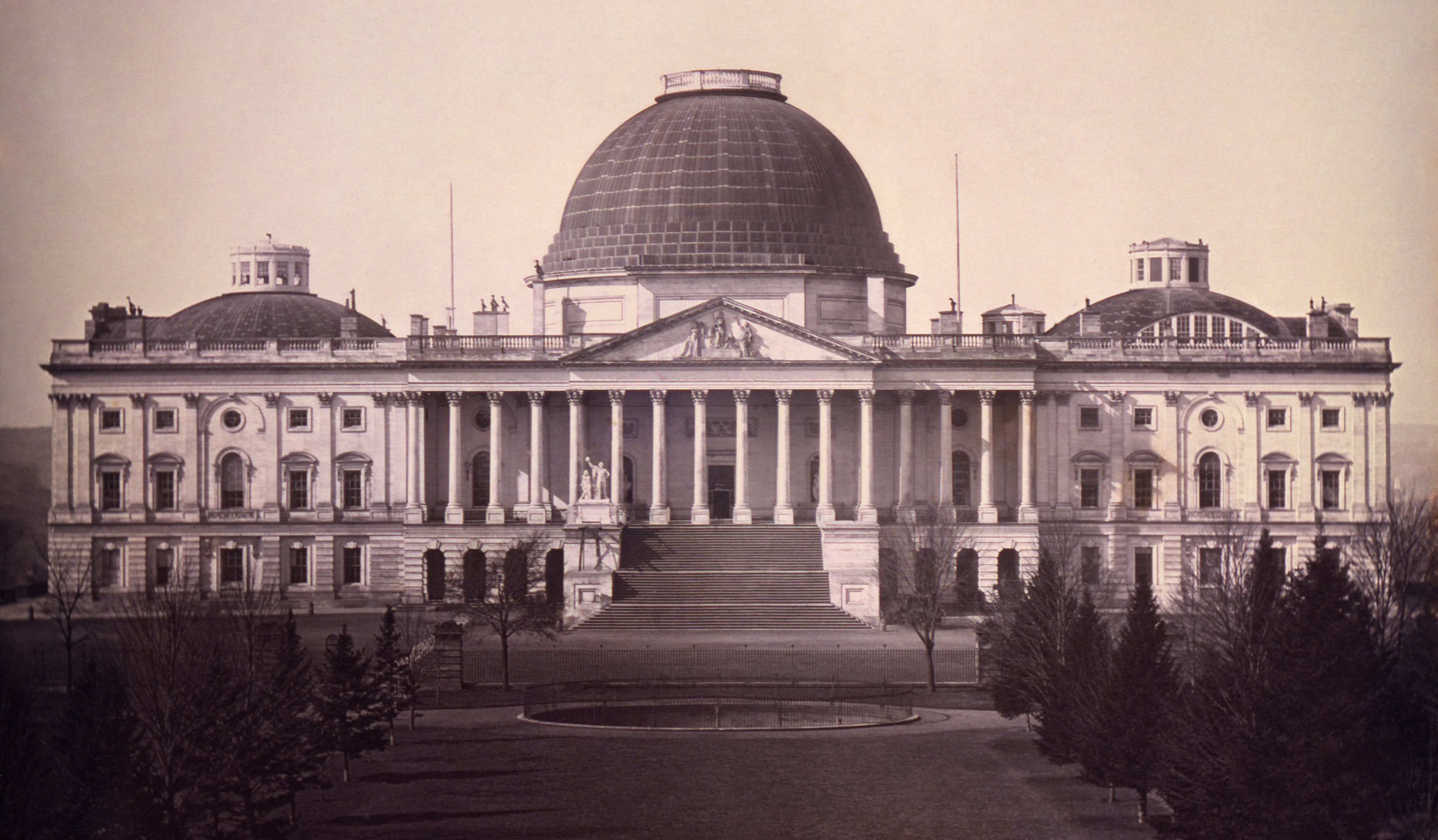
داجيرية للجانب الشرقي للمبنى، 1846م للمصور جون بلومب

## قبة المبنى

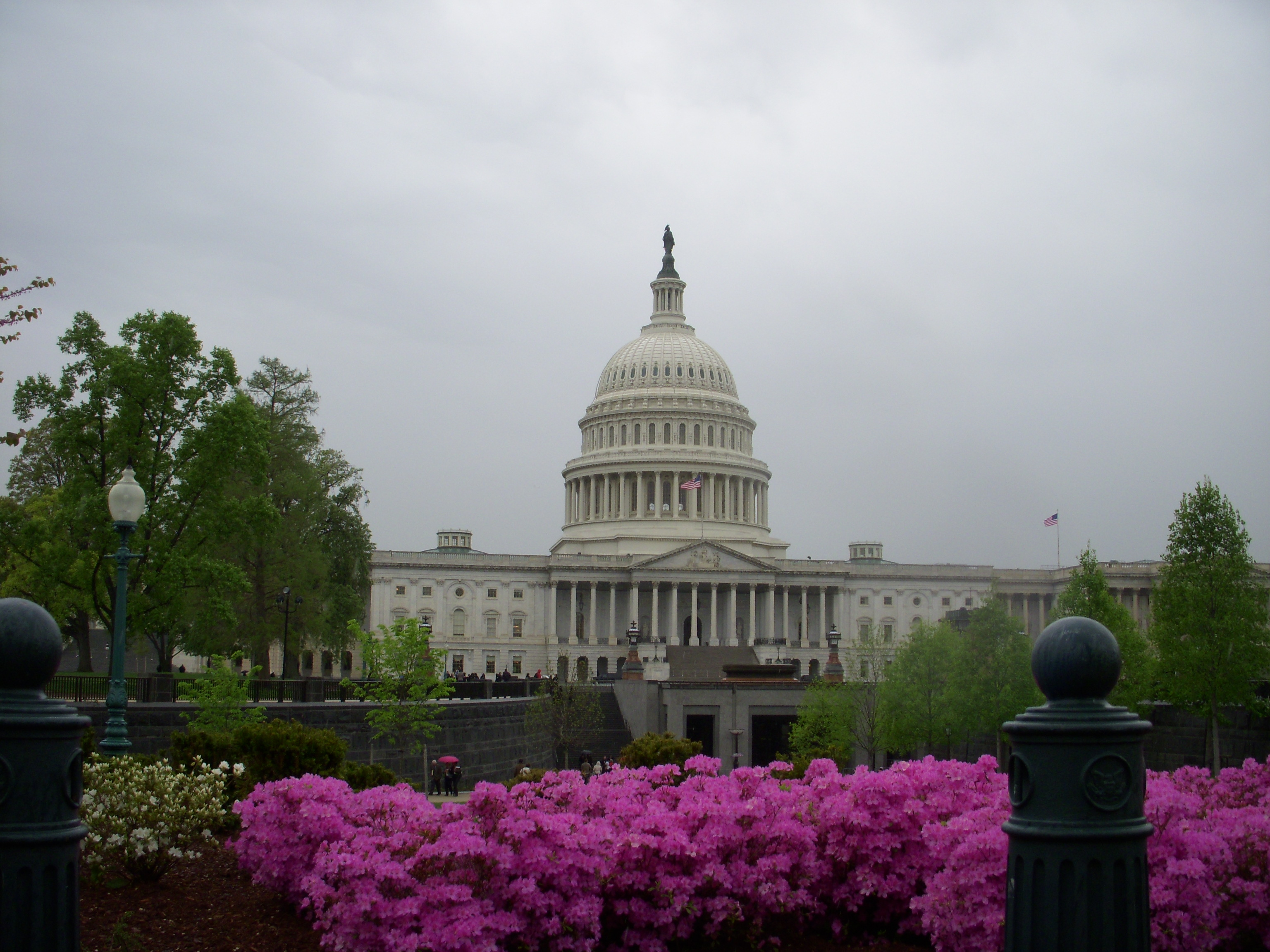
مبنى الكابيتول مع أزهار في المقدمة، 2010م

## حرب 1812
بعد فترة وجيزة من اكتمال الجناحين، أحرق البريطانيون مبنى الكابيتول جزئيًا في 24 أغسطس 1814 خلال حرب عام 1812. تم استدعاء جورج بومفورد وجوزيف جاردنر سويفت، وكلاهما من المهندسين العسكريين، للمساعدة في إعادة بناء مبنى الكابيتول. بدأت إعادة الإعمار في عام 1815 وتضمنت غرفًا أعيد تصميمها لكل من مجلس الشيوخ وأجنحة مجلس النواب (الآن الجانبين)، والتي اكتملت بحلول عام 1819. أثناء إعادة الإعمار، اجتمع الكونجرس في مبنى الكابيتول القديم، وهو هيكل مؤقت يموله المستثمرون المحليون. استمرار البناء حتى 1826، مع إضافة قسم مركز بخطوات الأمامية ورواق أعمدة والداخلية بهو متجاوزة أول قبة منخفضة من مبنى الكابيتول. يرتبط Latrobe بشكل أساسي بالبناء الأصلي والعديد من الميزات الداخلية المبتكرة؛ لعب خليفته، بولفينش، دورًا رئيسيًا أيضًا، مثل تصميم أول قبة منخفضة مغطاة بالنحاس.

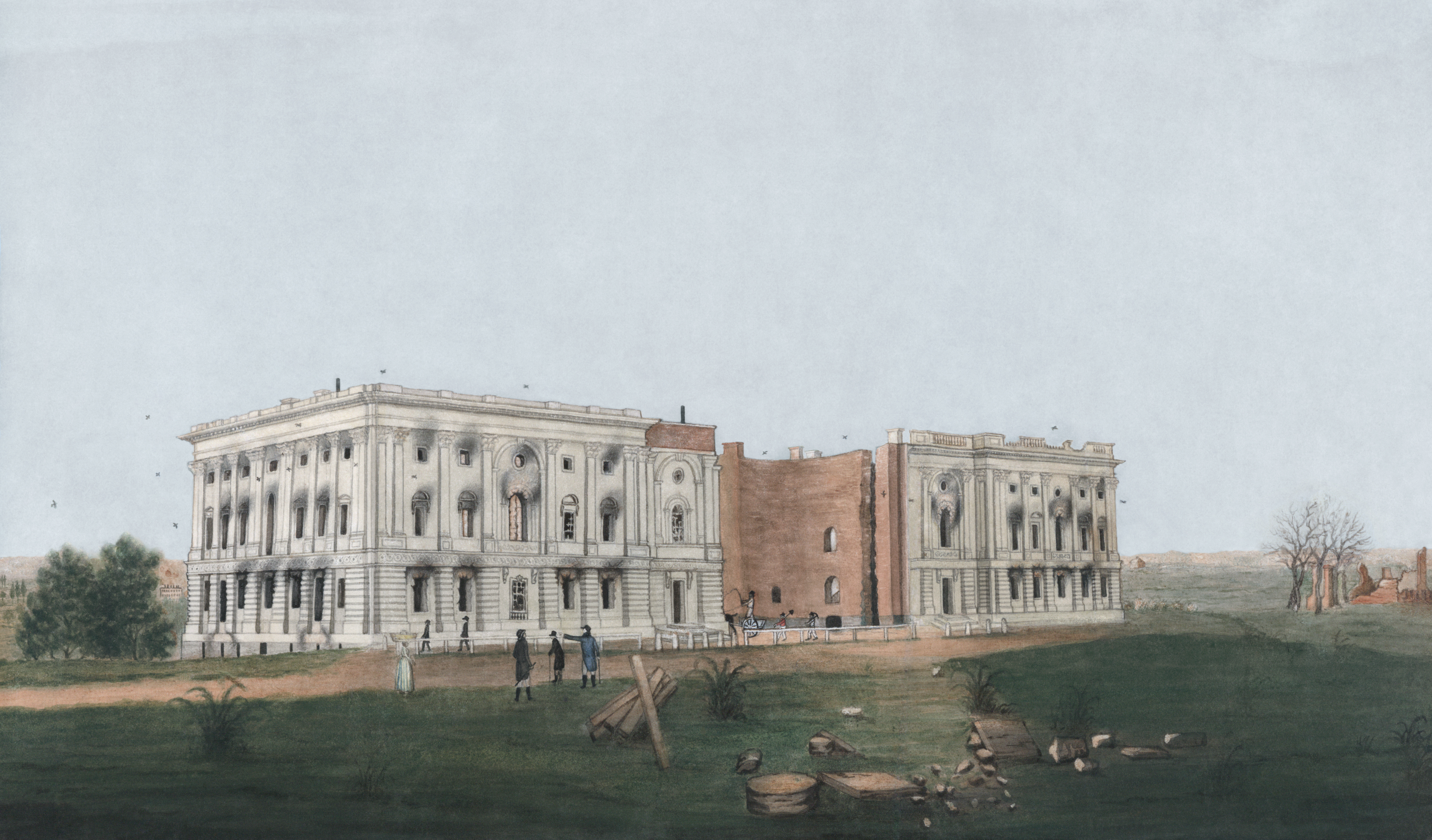
المبنى بعد حريق واشنطن العاصمة، في حرب 1812م، وهي لوحة للفنان جورج مونجر

## التوسعات اللاحقة

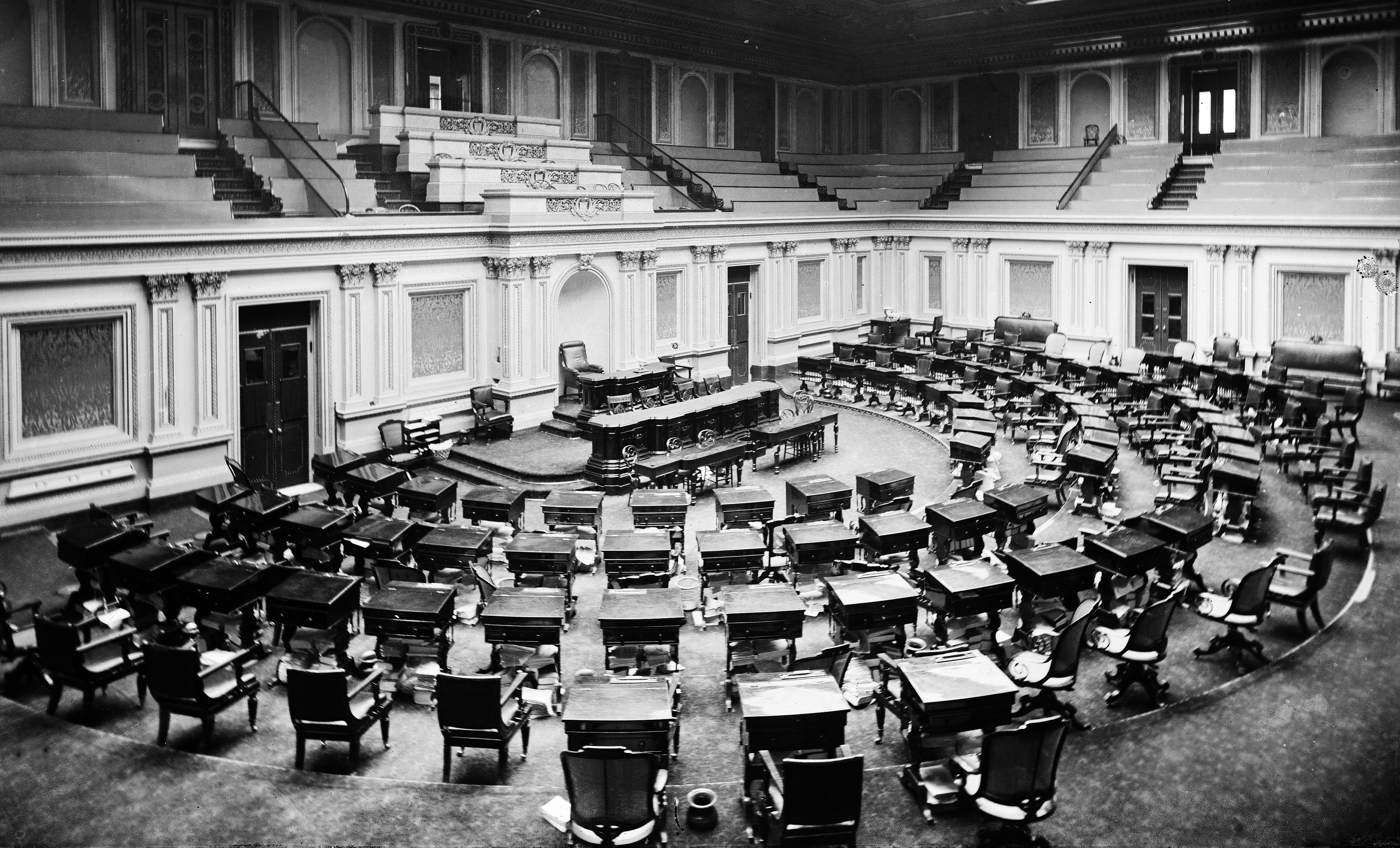
مجلس الشيوخ حوالي 1873م

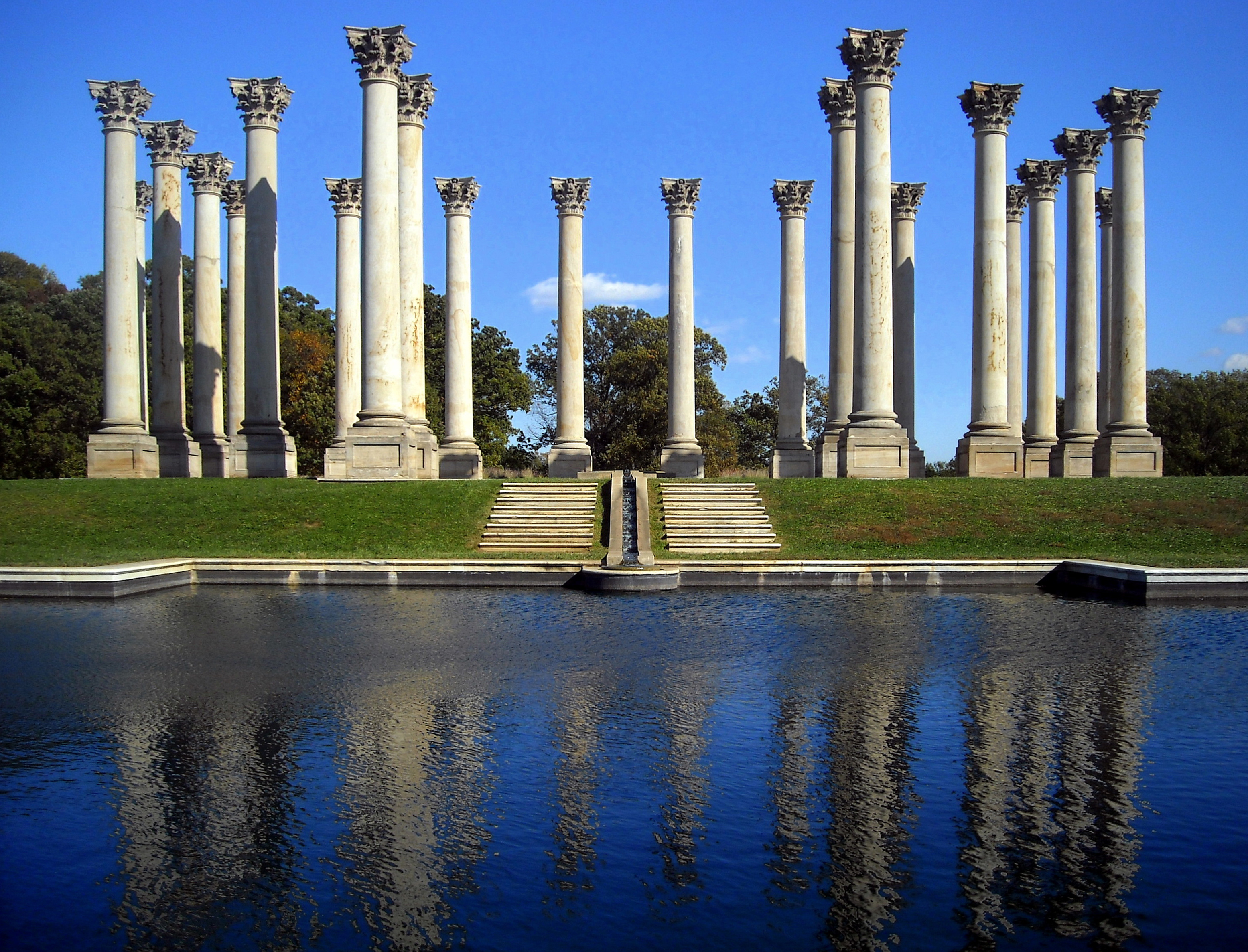
أعمدة الكابيتول القومية عند المشجر القومي، 2008م

عندما اكتملت القبة أخيراً بدا أن حجمها المهيب تفوق على أعمدة المدخل الشرقي الذي بنى عام 1828م، لذا أعيد بناءه عام 1904م، متبعاً بذلك تصميم كاريير أند هاستينج، الذين

### الفن

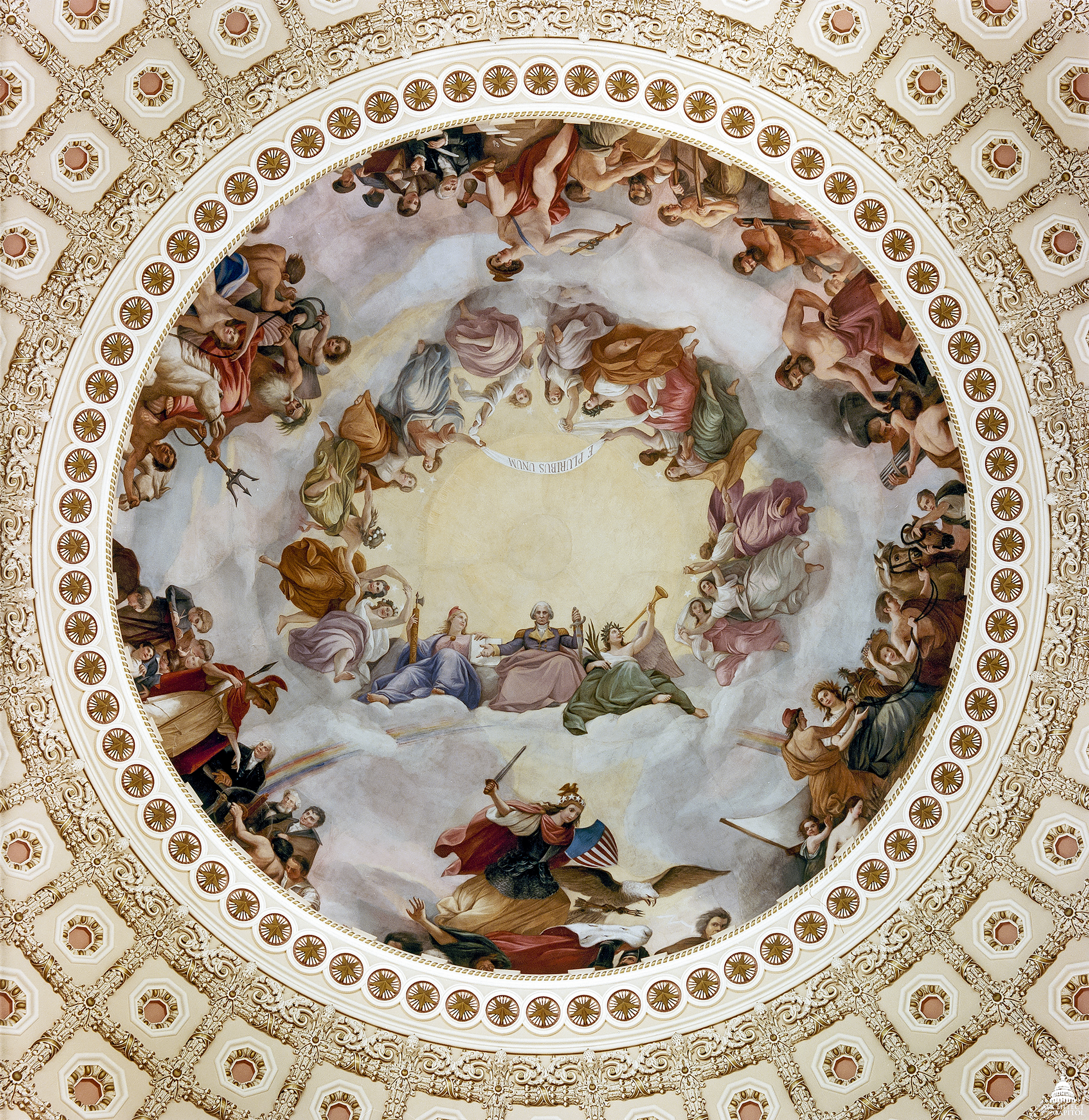
تصوير جصي مرسوم بداخلية قبة الكابيتول، بعنوان "تمجيد واشنطون" للفنان كونستانتينو بروميدي، 1865م (صورة فوتوغرافية مأخوذة عام 2005م).

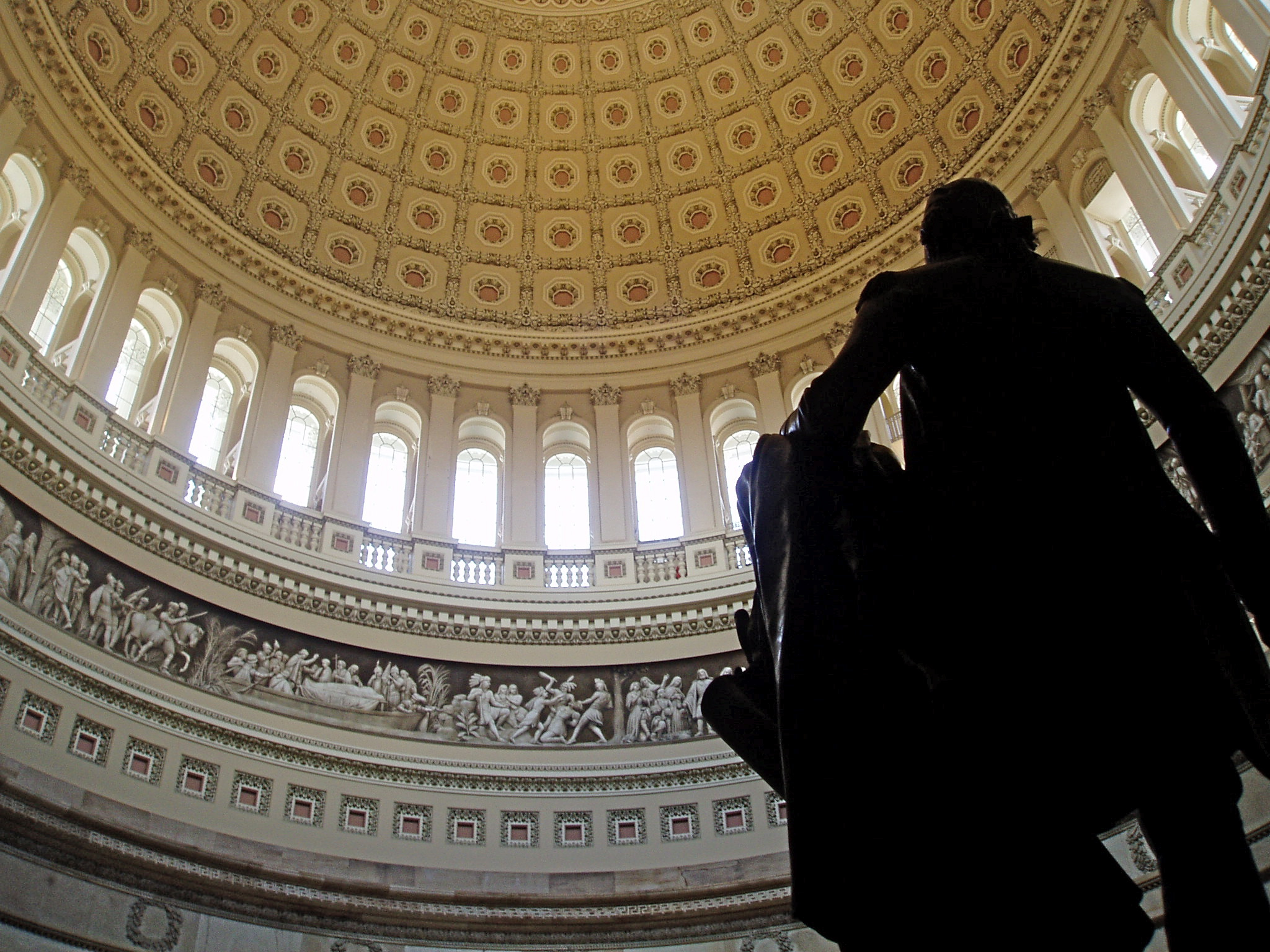
القاعة المستديرة (صورة عام 2005م)

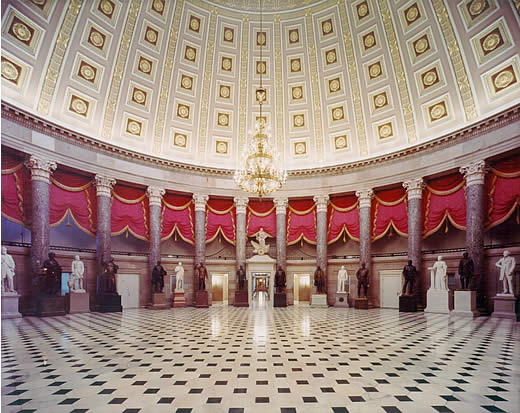
القاعة القومية للتماثيل

### مجلس البيت

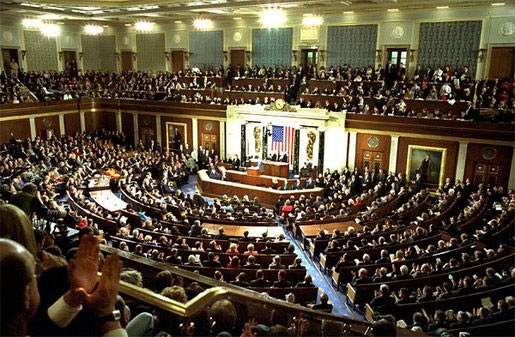
الرئيس جورج دبليو بوش يلقي الخطاب السنوي للاتحاد 2003م في مجلس البيت

### مجلس الشيوخ

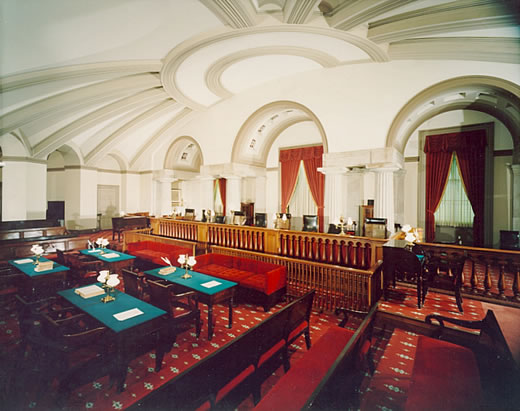
مجلس المحكمة العليا القديم

## خارج المبنى

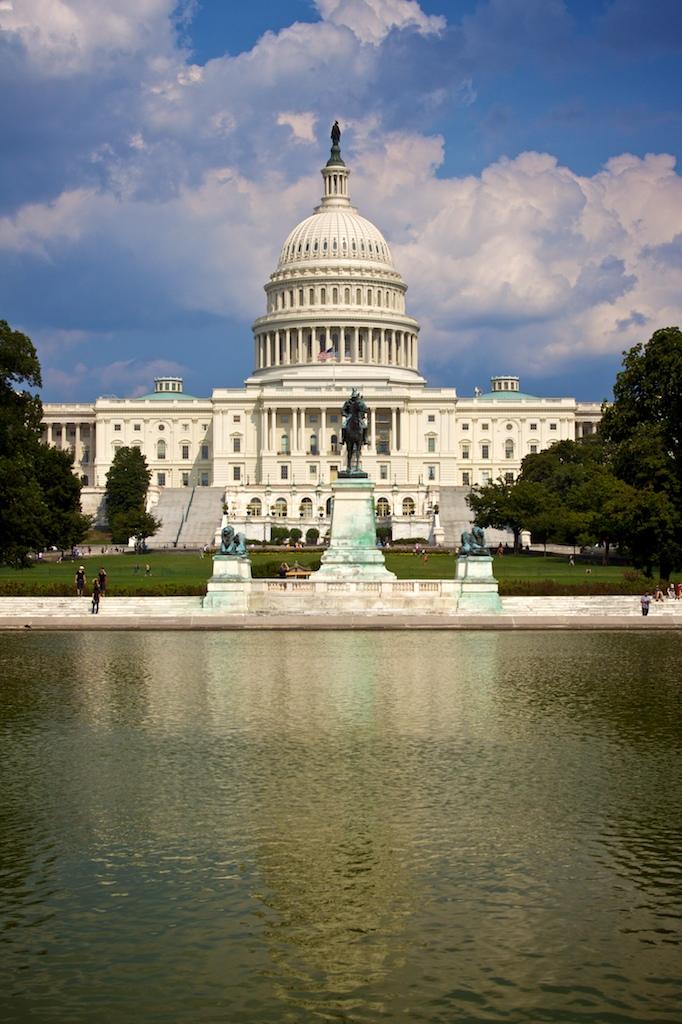
كابيتون هيل وبحيرته المتلألئة

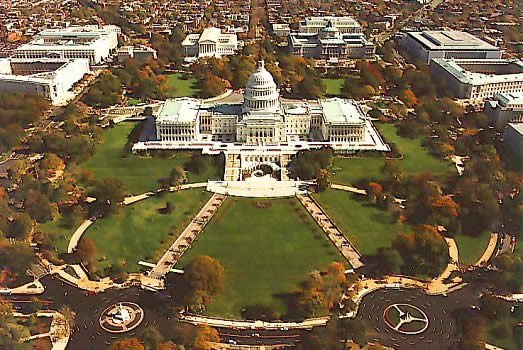
صورة من الجو لمبنى الكابيتول

## الأحداث المهمة

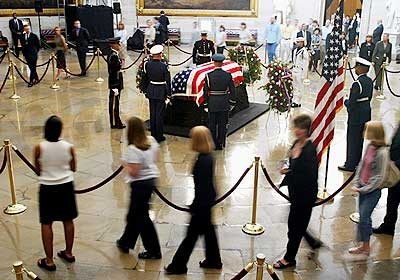
جثمان الرئيس السابق رونالد ريجان، صورة فوتوغرافية 2004م

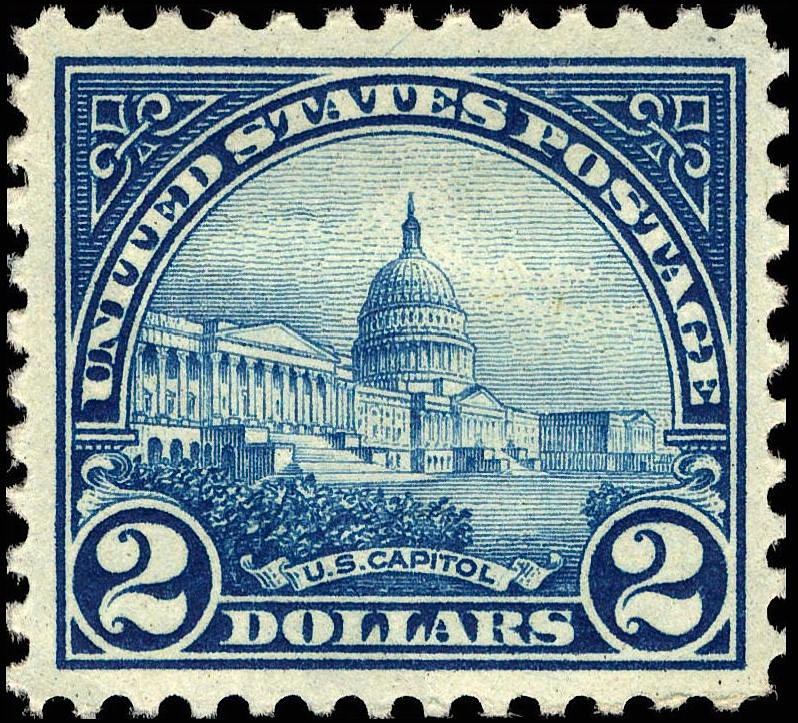
عام 1922م وضعت هيئة البريد القومية مبنى الكابيتول على طابع بريد

## الأمن

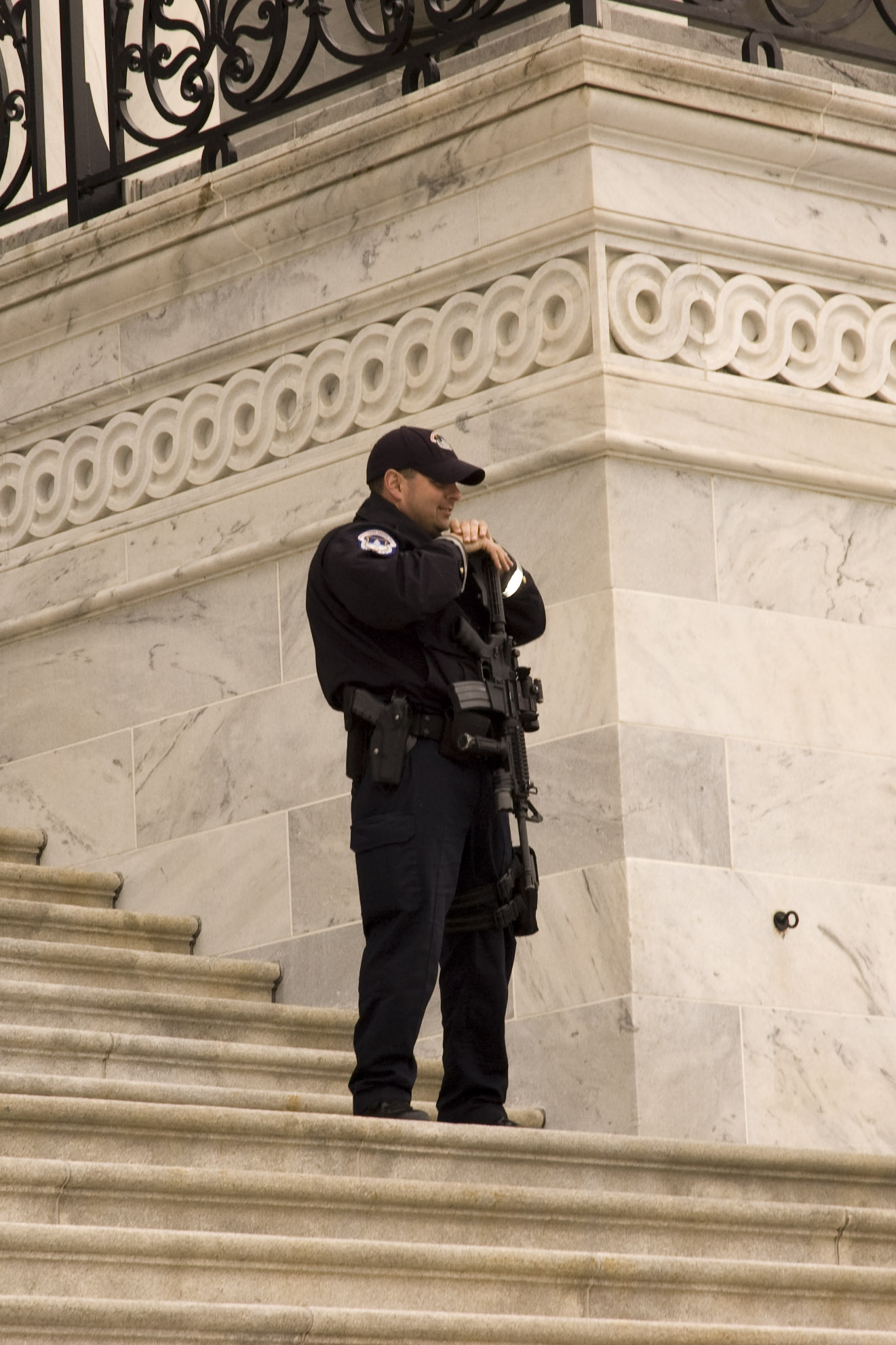
الأمن في مبنى الكابيتول الأمريكيّ

في 30 يناير 1835، حدثت ما يعتقد أنه المحاولة الأولى لقتل رئيس للولايات المتحدة في أثناء فترة حكمه خارج مبنى الكابيتول بالولايات المتحدة. عندما كان الرئيس أندرو جاكسون يغادر مبنى الكابيتول خارج شرق بورتيكو بعد جنازة ممثل كارولاينا الجنوبية ارين ر.ديفيس. خرج النقاش ريتشارد لورانس وهو عاطل عن العمل ومختل بالعقل من إنجلترا من بين حشد من الناس أو خرج من الاختباء خلف عمود وصوب مسدسا على جاكسون لكنه لم يعمل، ثم أخرج لورانس مسدسًا آخر ولكنه لم يعمل أيضًا.
في 2 يوليو 1915، قبل دخول الولايات المتحدة الحرب العالمية الأولى، قام إريك مونتر (المعروف أيضًا باسم فرانك هولت)، الأستاذ الألماني الذي أراد وقف الدعم الأمريكي لحلفاء الحرب العالمية الأولى، بتفجير قنبلة في غرفة الاستقبال في مجلس الشيوخ الأمريكي. في صباح اليوم التالي حاول اغتيال جون بيربونت مورجان الابن، نجل جون بيربونت مورجان، في منزله في لونغ آيلاند، نيويورك. وفي رسالة إلى صحيفة " واشنطن إيفنينغ ستار" نُشرت بعد الانفجار، قال مونتر، الذي كتب باسم مستعار، إنه يأمل في أن يؤدي الانفجار إلى "إحداث ضجيج كافٍ لسماعه فوق الأصوات التي تطالب بالحرب". عملت شركة جي بي مورجان كوكيل مشتريات رئيسي في الولايات المتحدة للذخيرة وإمدادات الحرب الأخرى في بريطانيا العظمى.
في عام 1954، فتح القوميون البورتوريكيون النار على أعضاء الكونغرس من معرض الزوار، مما أدى إلى إصابة خمسة ممثلين. في 1 مارس 1971، انفجرت قنبلة في الطابق الأرضي من مبنى الكابيتول، التي وضعتها الجماعة الإرهابية المحلية اليسارية المتطرفة، ويذر أندرجراوند. وضعوا القنبلة كمظاهرة ضد تورط الولايات المتحدة في لاوس. في 7 نوفمبر 1983، أعلنت مجموعة تسمى وحدة المقاومة المسلحة مسؤوليتها عن قنبلة انفجرت في بهو خارج مكتب زعيم الأقلية في مجلس الشيوخ روبرت بيرد. تم العثور لاحقًا على ستة أشخاص مرتبطين بلجنة جون براون المناهضة لكلان في ازدراء المحكمة لرفضهم الإدلاء بشهاداتهم حول التفجير.
في عام 1990، أدين ثلاثة من أعضاء وحدة المقاومة المسلحة بالتفجير الذي زعموا أنه جاء رداً على غزو غرينادا. في 24 يوليو 1998، اقتحم راسل يوجين ويستون جونيور مبنى الكابيتول وفتح النار، مما أسفر عن مقتل ضابطي شرطة في الكابيتول، وهما الضابط جاكوب تشستنات و Det. جون جيبسون. يُعتقد أن مبنى الكابيتول كان الهدف المقصود لطائرة يونايتد إيرلاينز الرحلة 93 المختطفة في 11 سبتمبر 2001، قبل تحطمها بالقرب من شانكسفيل في مقاطعة سومرست، بنسلفانيا، بعد أن حاول الركاب السيطرة على الطائرة من الخاطفين.
منذ هجمات 11 سبتمبر، شهدت الطرق والأراضي المحيطة بمبنى الكابيتول تغييرات جذرية. أقامت شرطة الكابيتول الأمريكية أيضًا نقاط تفتيش لتفتيش المركبات في مواقع محددة حول الكابيتول هيل، وأغلقت قسمًا من شارع إلى أجل غير مسمى. يختلف مستوى الفحص المستخدم. على الطرق الرئيسية بين الشرق والغرب من شارع دستور وشارع الاستقلال، يتم وضع الحواجز في الطرق التي يمكن رفعها في حالة الطوارئ. تعترض شرطة الكابيتول الشاحنات الأكبر حجمًا من الشاحنات الصغيرة ويطلب منها استخدام طرق أخرى. في نقاط التفتيش في الشوارع المتقاطعة الأقصر، يتم الاحتفاظ بالحواجز في وضع «طوارئ» دائم، ولا يُسمح إلا للمركبات التي تحمل تصاريح خاصة بالمرور. يتم فحص جميع زوار الكابيتول بواسطة مقياس مغناطيسي، ويتم فحص جميع العناصر التي قد يجلبها الزوار داخل المبنى بواسطة جهاز الأشعة السينية. في كلتا الغرفتين، توجد أقنعة الغاز أسفل الكراسي في كل غرفة ليستخدمها الأعضاء في حالة الطوارئ.  هياكل تتراوح من عشرات حواجز جيرسي إلى مئات من حواجز الزينة لعرقلة مسار أي مركبات قد تبتعد عن الطرق المحددة.
في عام 2004، تم إخلاء مبنى الكابيتول لفترة وجيزة بعد أن ضلت طائرة كانت تقل حاكم كنتاكي آنذاك في المجال الجوي المقيد فوق المنطقة. وقع حادث إطلاق نار في مارس 2016. وأصيبت إحدى المارة بجروح على أيدي الشرطة لكنها لم تصب بجروح خطيرة؛ وتعرض رجل يصوب مسدسه بالرصاص واعتقل وهو في حالة حرجة ولكنها مستقرة ووصفت شرطة مدينة واشنطن العاصمة حادث إطلاق النار بأنه «منعزل».

## مركز الكابيتول للزوار
تم افتتاح مركز زوار الكابيتول بالولايات المتحدة في أسفل الواجهة الشرقية لمبنى الكابيتول وساحته، بين مبنى الكابيتول والشارع الشرقي الأول، في 2 ديسمبر 2008. هناك نقطة تفتيش أمنية واحدة لجميع الزوار، بمن فيهم ذوو الإعاقة. تبلغ مساحة المجمع على 580,000 قدم مربع (54,000 م2). يقدم المركز للزوار قاعة طعام ودورات مياه ومعارض تعليمية، بما في ذلك نموذج بمقياس 11 قدمًا لقبة الكابيتول. بدأ البناء في خريف عام 2001، بعد مقتل ضابطي شرطة في الكابيتول في عام 1998. وبلغت التكلفة النهائية المقدرة بناء على $ 621,000,000.

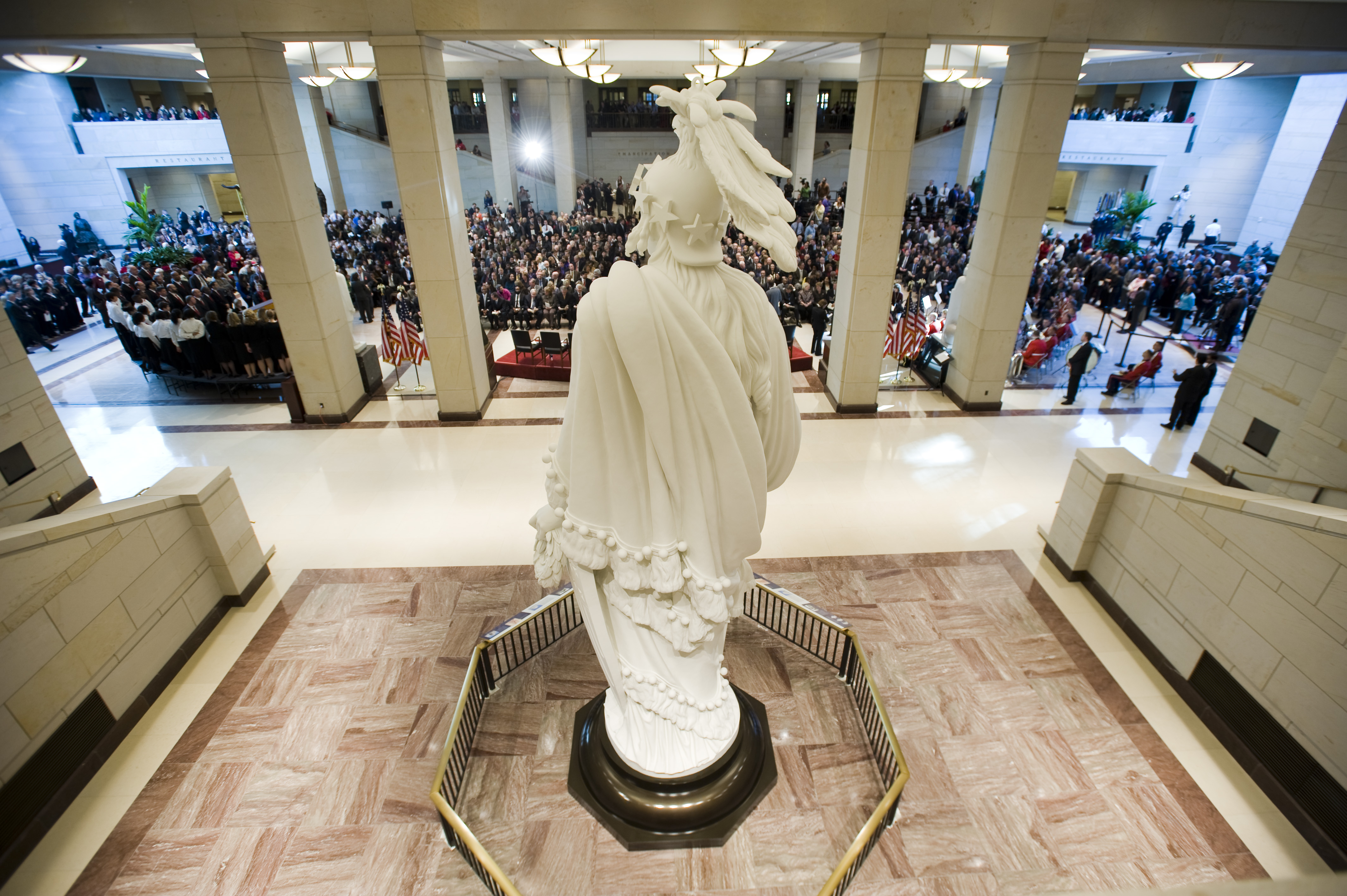
مراسم افتتاح مركز زوار الكابيتول، ديسمبر 2008، نسخة جصية من تمثال الحرية في المقدمة

## وصلات خارجية
- الموقع الرسمي
- مركز زوار الكابيتول
- جمعية الكابيتول التاريخية بالولايات المتحدة
- مهندس الكابيتول
- معبد الحرية: بناء مبنى الكابيتول لأمة جديدة، مكتبة الكونغرس
- شرطة الكابيتول الأمريكية نسخة محفوظة 3 سبتمبر 2009 على موقع واي باك مشين.